# Rosamunde Pilcher: Meine Cousine, die Liebe und ich
Meine Cousine, die Liebe und ich ist ein deutscher Fernsehfilm von Marco Serafini aus dem Jahr 2019. Bei dem in der Rubrik „Herzkino“ startenden ZDF-Sonntagsfilm handelt es sich um die 155. Folge der Filmreihe Rosamunde Pilcher nach der Kurzgeschichte Man of the house von Rosamunde Pilcher. Das ZDF strahlte den Film am 1. Dezember 2019 aus.

## Handlung
Holly Show ist eine erfolglose Autorin, auch ihre Lesungen finden wenig Anklang. Als eines Tages sich das Gerücht verbreitet, sie sei tot, nutzt sie das schamlos aus, indem sie sich als ihre Cousine Rachel ausgibt. Ihre Intrige hat Erfolg, denn ihre Bücher verkaufen sich gut. Als ihr Kritiker Aaron Kingsley auf der Schaffarm von Hollys Eltern auftaucht, um Informationen zu sammeln, muss sie ihre Lüge, sie sei die Cousine, fortführen.

## Hintergrund
Meine Cousine, die Liebe und ich wurde vom 22. Mai 2019 bis zum 19. Juni 2019 an Schauplätzen in Cornwall gedreht.

## Kritik
Die Kritiker der Fernsehzeitschrift TV Spielfilm zeigten für den als „routiniert runtergedrehte Schmonzette“ bezeichneten Film mit dem Daumen zur Seite und übten Kritik an den Hauptdarstellern: „Leider mangelt es den Hauptdarstellern an Charisma und Chemie. Nach einem locker-flockigen Einstieg läuft sich die klassische Pilcher-Story ratzfatz tot. Aber uns bleibt ja immer noch Cornwall… “.